# 와퍼
와퍼(영어: Whopper)는 미국의 햄버거 체인점 버거킹에서 판매되고 있는 햄버거이다. 1957년에 도입되어 크기와 빵의 변경을 포함하여 몇 번의 변천을 겪었다. 패스트 푸드 업계에서 가장 유명한 제품 중 하나이다. 지역 및 국가의 기호에 맞게 여러 종류의 와퍼가 판매되고있다. 또한 와퍼(Whopper)는 엄청나게 큰 것이라는 뜻도 있다.

## 역사
와퍼는 1957년 버거킹의 공동 설립자 제임스 맥라모어가 만들었으며 원래 37¢(2017년 3.26 미국 달러와 동등)에 판매되었다.
와퍼주니어(Whopper Jr)는 1963년 버거킹 명예의 전당의 유일한 라틴계 인물이자 푸에트리코의 버거킹의 CEO인 Luis Arenas-Pérez가 우연히 만든 것이다.

## 영양 비교
| 나라           | 열량                      | 탄수화물   | 단백질       | 지방 (전체)  | 식이섬유 | 나트륨       | 서빙 크기 (무게) | 참조 |
| -------------- | ------------------------- | ---------- | ------------ | ------------ | -------- | ------------ | ---------------- | ---- |
| 오스트레일리아 | 2,882 kJ (689 kcal) (33%) | 49 g (16%) | 29.8 g (60%) | 40.7 g (48%) |          | 941 mg (41%) | 280 g            | .au  |
| 덴마크         | 2,509 kJ (600 kcal)       | 44.4 g     | 26.5 g       | 34.4 g       | 2.7 g    |              |                  | .dk  |
| 프랑스         | 2,493 kJ (596 kcal)       | 46.9 g     | 21.9 g       | 35.1 g       | 3.8 g    | 1000 mg      |                  | .fr  |
| 독일           | 2,651 kJ (634 kcal)       | 45.3 g     | 27.3 g       | 34.5 g       | 4.2 g    | 1018 mg      | 274 g            | .de  |
| 뉴질랜드       | 2,649 kJ (633 kcal)       | 49.2 g     | 29.8 g       | 34.2 g       |          | 855 mg       | 298 g            | .nz  |
| 영국           | 2,741 kJ (655 kcal)       | 51.5 g     | 30.5 g       | 35.4 g       | 3.4 g    | 1043 mg      |                  | .uk  |
| 미국           | 2,803 kJ (670 kcal)       | 51 g       | 29 g         | 40 g         | 3 g      | 980 mg (43%) | 290 g            | .us  |

## 같이 보기
- 맥도날드
- 웬디스
- 칼스 주니어
- 하디스 (기업)
- 샌드위치 목록